# 6 mai 1982
Le jeudi 6 mai 1982 est le 126e jour de l'année 1982.

## Naissances
- Achmat Hassiem, nageur sud-africain
- Amanda Stott, chanteuse canadienne
- Benjamin De Santi, joueur de football français
- Celeste Barber, actrice australienne
- Dilshod Nazarov, athlète tadjik, spécialiste du lancer du marteau
- Duri Camichel (mort le 28 avril 2015), joueur de hockey sur glace suisse
- Dustin Colquitt, joueur américain de football américain
- Eric Murray, rameur néo-zélandais
- Francisco Ventoso, coureur cycliste espagnol
- Jason Witten, joueur de football américain
- Kirsi Perälä, skieuse finlandaise
- Kyle Shewfelt, gymnaste artistique canadien
- Lindsay Pulsipher, actrice américaine
- Marcel Ndjeng, joueur de football camerounais
- Miguel Almazán, footballeur mexicain
- Miljan Mrdaković (mort le 22 mai 2020), footballeur serbe
- Paulo Afonso Santos Júnior, joueur de football brésilien
- Peter Hoy, joueur de football britannique
- Romain Tillon, joueur et entraîneur de basket-ball français
- Samantha Terán, joueuse de squash mexicaine
- Semir Ben-Amor, joueur de hockey sur glace finlandais
- Serge Wilmes, homme politique luxembourgeois
- Thomas van der Ree, scénariste néerlandais

## Décès
- Henri Sauvagnac (né le 9 janvier 1905), général français
- José Juan Bautista Merino Urrutia (né le 25 septembre 1886), chercheur espagnol

## Événements
- Élections locales britanniques de 1982 à Londres
- Sortie du film français Le Choix des armes
- Sortie de l'album Le Cimetière des éléphants d'Eddy Mitchell
- Création du parc national de Store Mosse en Suède